# Simdaler
Simdaler (på engelska simoleon, ett slang för dollar) är den grundläggande valutan i många av Maxis spel, inkluderat SimCity, The Sims, och The Urbz, The Sims 2. Symbolen för valutan är paragraftecknet, §.